# Vilkaviškis
Vilkaviškis anhörenⓘ (deutsch Wilkowischken, polnisch Wyłkowyszki) ist eine Stadt (miesto) von rund 13.000 Einwohnern sowie städtischer Gemeindeteil (miesto seniūnija) und Zentralort der gleichnamigen Rajongemeinde (rajono savivaldybė) mit 48.370 Einwohnern in der litauischen Region Suvalkija im Distrikt Marijampolė. Die Stadt liegt am Paežerių-See. Die Stadt ist Sitz des Bischofs von Vilkaviškis.

## Geschichte

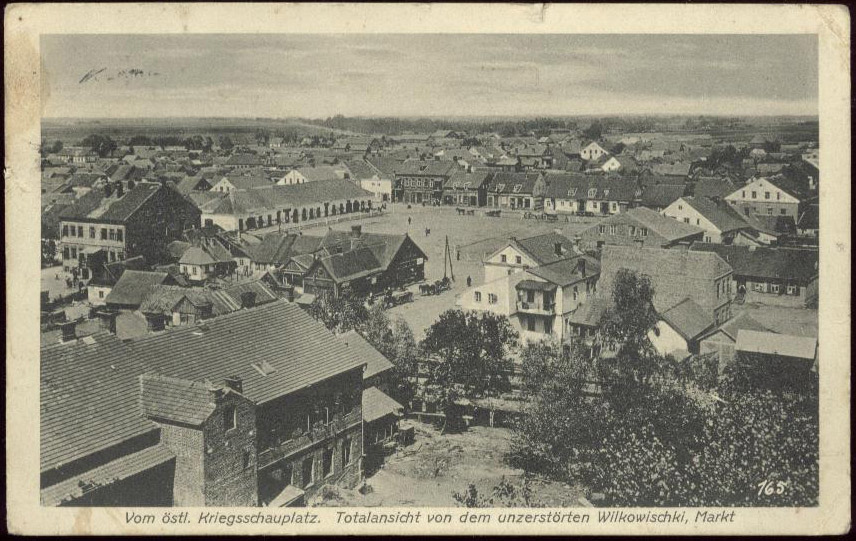
Postkarte von Vilkaviškis (1916)

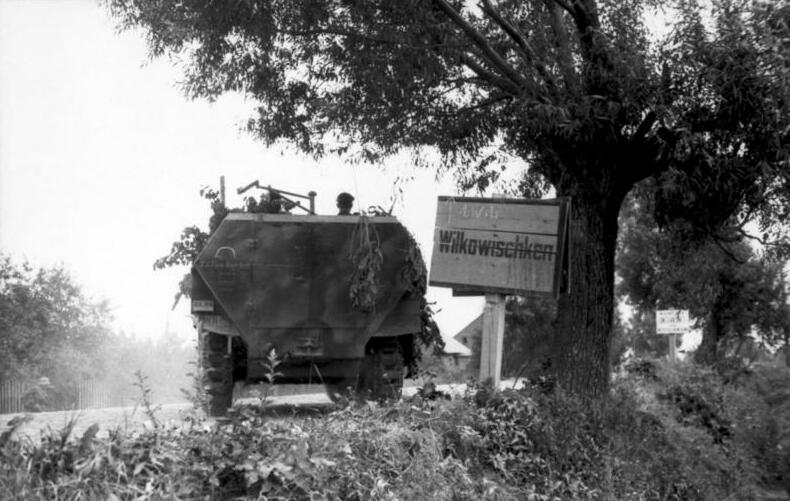
Ortseingang von Vilkaviškis während der Kämpfe um den Ort im August 1944

Bis dahin Teil Polen-Litauens, gehörte  die Stadt von 1795 bis 1807 nach der dritten polnischen Teilung zum Königreich Preußen  und innerhalb dessen zur neugebildeten Provinz Neuostpreußen. Die preußische Verwaltung förderte den Bau von Steinhäusern anstelle der bis dahin vorherrschenden Holzhäuser.
Nach der Niederlage Preußens gegen Frankreich kam die Stadt zum neu gegründeten Herzogtum Warschau. Im Sommer 1812 zog der französische Kaiser Napoleon auf dem Weg nach Russland mit seinem Heer durch die Stadt und machte für vier Tage hier Quartier. Dabei wurden zahlreiche Häuser beschädigt, die Synagoge wurde als Pferdestall missbraucht. Ab 1815, nach der Niederlage Napoleons, gehörte die Stadt zum Russischen Reich. 1857 waren von 5503 Einwohnern 4559 Juden (83 %) und die Stadt ein bedeutendes Zentrum jüdischer Kultur, woran noch die Überreste des jüdischen Friedhofs erinnern. Bei Stadtbränden in den Jahren 1882, 1886 und 1895 wurde Vilkaviškis schwer beschädigt.
Im Ersten Weltkrieg wurde die Stadt 1915 vom Deutschen Reich eingenommen und blieb bis 1918 als Teil des Gebietes Ober Ost besetzt.
Von 1918 bis 1940 war die Stadt Teil des nunmehr unabhängigen litauischen Staates. Nach der Annexion Litauens durch die UdSSR gehörte sie ab August 1940 zur Litauischen Sowjetrepublik.
Nach dem deutschen Überfall auf die Sowjetunion 1941 wurde die Stadt, nur 19 Kilometer von der Reichsgrenze bei Eydtkuhnen/Eydtkau (heute Tschernyschewskoje) entfernt, von der deutschen Wehrmacht besetzt. Schon am Morgen des 22. Juni 1941 war sie von der Luftwaffe bombardiert worden, wobei das Stadtzentrum schwer beschädigt und die bedeutende auf die Mitte des 18. Jahrhunderts zurückgehende Synagoge zerstört wurde. Zwischen Juli und September 1941 wurde die jüdische Bevölkerung der Stadt von den deutschen Besatzern und litauischen Helfern ermordet, insgesamt 3056 Menschen. Der Massenmord wurde aufgrund der grenznahen Lage der Stadt nicht von den sonst in der Sowjetunion dafür verantwortlichen so genannten Einsatzgruppen, sondern von der Gestapo aus Tilsit durchgeführt. Nach 1990 wurde ein Denkmal für die ermordeten Einwohner aufgestellt. In den Jahren 1941 bis 1944 lag die Stadt auf dem Territorium des Reichskommissariats Ostland und sollte langfristig deutsch besiedelt und vom Deutschen Reich annektiert werden.
Ende Juli und Anfang August 1944 tobten in unmittelbarer Umgebung der Stadt heftige Kämpfe. Die Rote Armee näherte sich hier erstmals unmittelbar der deutschen Vorkriegsgrenze.  In den ersten Augusttagen gelang es den Deutschen noch einmal, die Stadt zurückzuerobern. Am 18. August 1944 wurde sie jedoch endgültig von der Roten Armee eingenommen, wobei die Frontlinie während der folgenden Monate immer noch in unmittelbarer Nähe der Stadt verlief.
Von 1944 bis 1991 gehörte die Stadt zur Litauischen Sowjetrepublik, seitdem zur unabhängigen Republik Litauen.

## Sehenswürdigkeiten

### Kathedrale St. Mariä-Heimsuchung

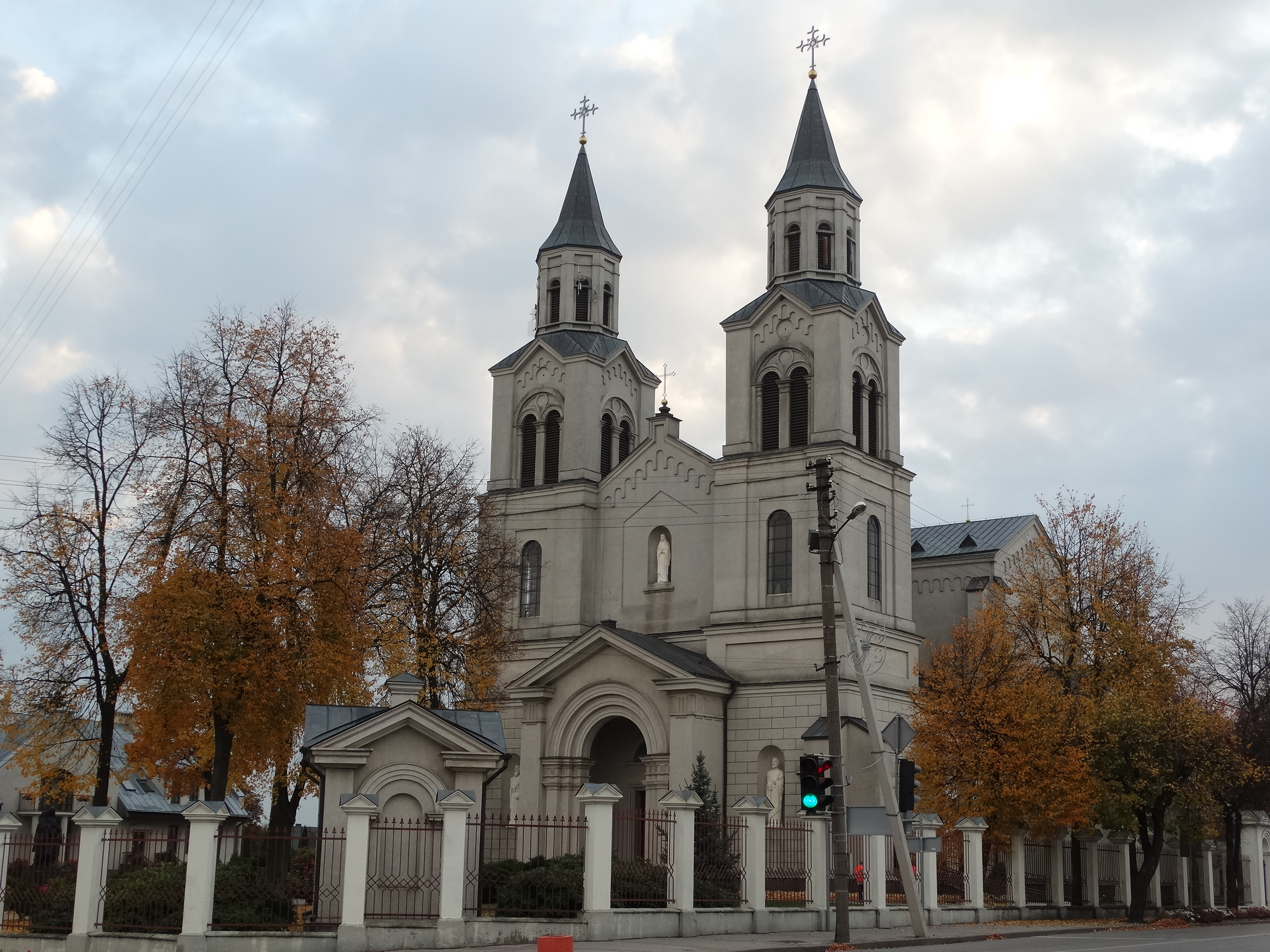
Kathedrale

St. Mariä-Heimsuchung ist die Bischofskirche des Bistums Vilkaviškis. Die Kirche wurde 1870 bis 1881 als Pfarrkirche der Stadt erbaut und mit der Gründung des Bistums 1926 zur Kathedrale erhoben. Die Kirche wurde 1944 während des deutschen Rückzugs im Zweiten Weltkrieg sehr schwer zerstört, stand fortan als Ruine und verfiel bis zum Zerfall der Sowjetunion zusehends. Erst 1989 wurde ein Wiederaufbau genehmigt, die Kosten dafür stammen zum Großteil aus Spenden von den Gläubigen selbst. Die erste Messe konnte 1997 in der noch unfertigen Kathedrale gelesen werden.

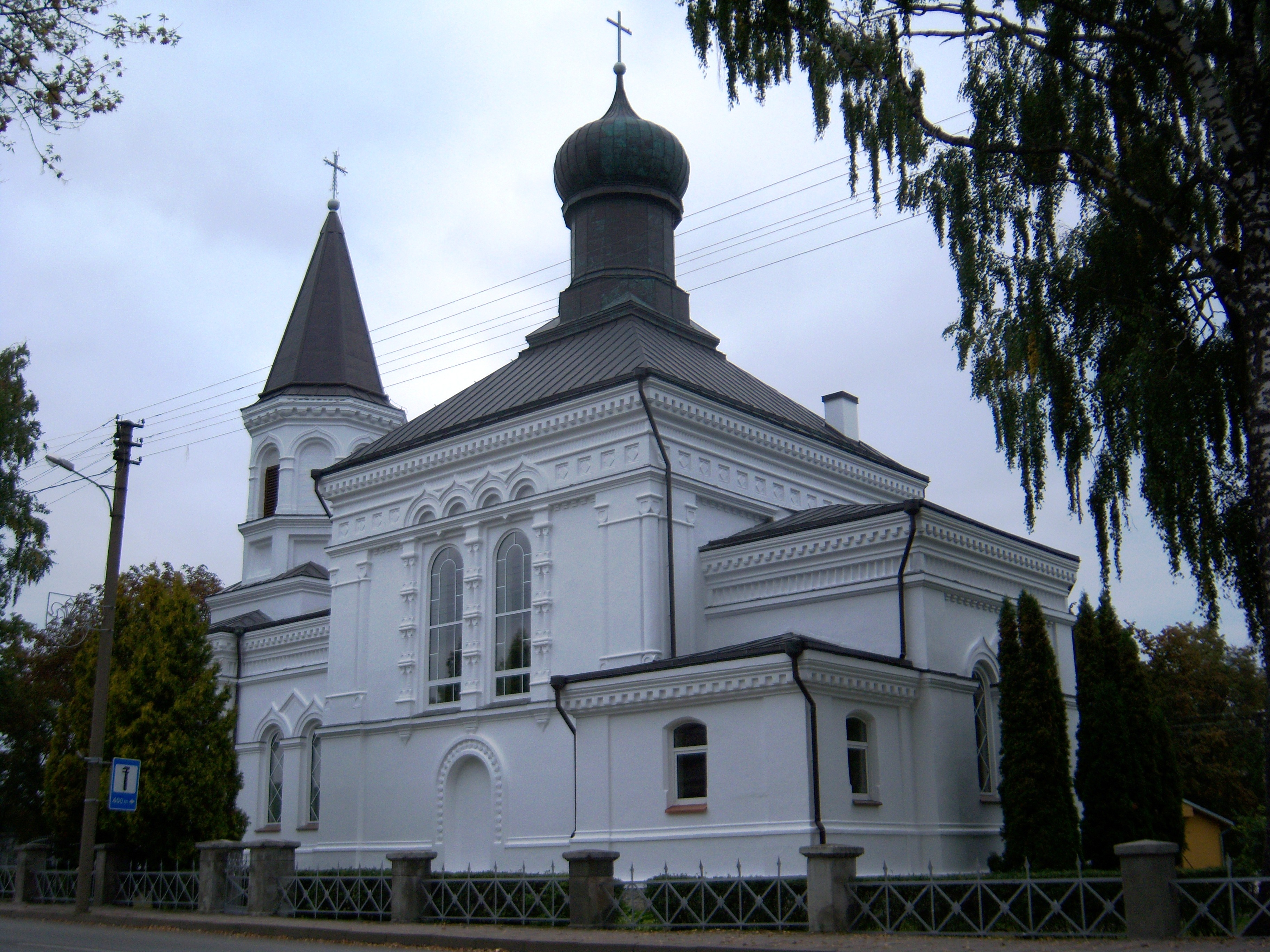
Heilig-Kreuz-Kirche

### Heilig-Kreuz-Kirche
Das 1894 erbaute, ursprünglich orthodoxe Gotteshaus wurde 1922 von der katholischen Kirche übernommen.

## Verkehr
Der Bahnhof Vilkaviškis liegt an der Eisenbahnstrecke von Kaunas nach Kybartai.

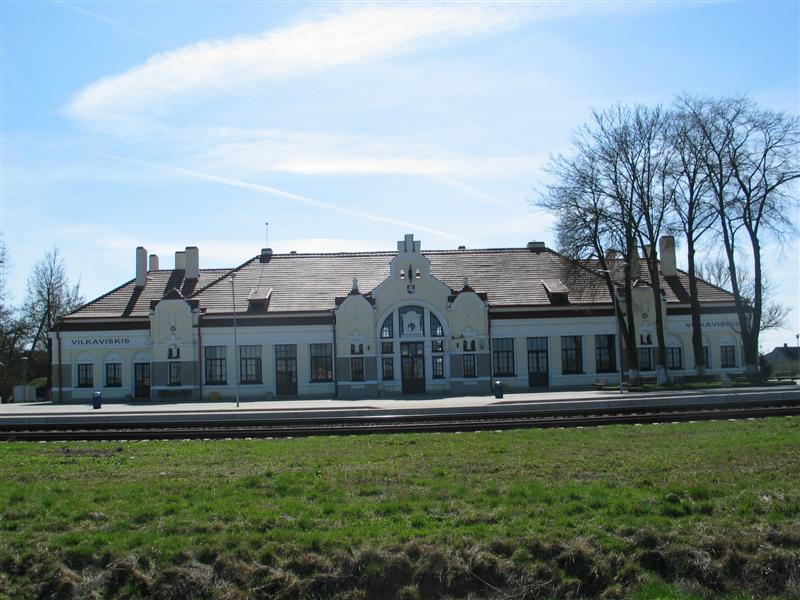
Bahnhof Vilkaviškis

## Selbstverwaltungsgemeinde

### Siedlungen
Der Rajonbezirk Vilkaviškis umfasst außer der namengebenden Rajonstadt noch die Städte Kybartai, und Virbalis, die fünf Miesteliai (etwa „Städtchen“) Bartninkai, Gražiškiai, Keturvalakiai, Pilviškiai und Vištytis sowie 384 Dörfer.
Die größten Siedlungen mit Einwohnerzahlen von 2001:
- Vilkaviškis – 13.283 (Stadt)
- Kybartai – 6556 (Stadt)
- Pilviškiai – 1493 (Städtchen)
- Virbalis – 1351 (Stadt)
- Pajevonys – 576 (Dorf)
- Stotis – 571 (Dorf)
- Paežeriai – 569 (Dorf)
- Vištytis – 566 (Städtchen)
- Giedriai – 565 (Dorf)
- Dvarnieji – 554 (Dorf)

### Verwaltungseinteilung
Verwaltungsmäßig besteht der Rajonbezirk aus zwölf Rajongemeinden (seniūnijų). Die städtische Rajongemeinde Vilkaviškis ist in sechs Nachbarschaften eingeteilt. Die übrigen Städte und Städtchen liegen in den elf ländlichen Rajongemeinden, deren Amtssitze mit einer Ausnahme im namengebenden Ort liegen:
- Bartninkai
- Gižai
- Gražiškiai
- Keturvalakiai
- Kybartai
- Klausučiai
- Pajevonys
- Pilviškiai
- Šeimenos seniūnija (Amtssitz Vilkaviškis)
- Vilkaviškis Stadt
- Virbalis
- Vištytis

## Persönlichkeiten
- Jenny Stucke (1897–1944), Jüdin, NS-Opfer
- Alfonsas Andriuškevičius (* 1940), Kunsthistoriker, Kunstkritiker und Schriftsteller
- Linas Slušnys (* 1968), Arzt für Kinder- und Jugendpsychiatrie, Psychiater und Politiker
- Aurelijus Gutauskas (* 1972), Strafrechtler und Kriminologe, Professor, Richter
- Algirdas Neiberka (* 1972), Politiker, Bürgermeister der Rajongemeinde Vilkaviškis
- Marius Zibolis (1974–2023), Goalballspieler
- Aistė Diržiūtė (* 1991), Schauspielerin
- Edvinas Vaškelis (* 1996), Volleyballspieler